# Love Me Do
Love Me Do è un brano composto da Paul McCartney e John Lennon, pubblicato come singolo nel 1962 nel disco in vinile a 45 giri Love Me Do/P.S. I Love You e incluso nell'album di esordio dei Beatles, Please Please Me del 1963. 
Love Me Do comincia con l'armonica a bocca blues suonata da Lennon, a cui segue la strofa cantata da McCartney e Lennon insieme. La struttura del brano si è ispirata all'armonica dell'artista americano di rhythm and blues Bruce Channel nella sua canzone Hey! Baby.

## Registrazione
Love Me Do fu registrata dai Beatles in differenti occasioni con tre diversi batteristi:
- La prima registrazione del 6 giugno 1962 è relativa all'audizione per la EMI agli Abbey Road Studios di Londra e vide Pete Best alla batteria.
- A metà agosto, Best venne sostituito da Ringo Starr[3] (il produttore George Martin non approvava lo stile di Best), e il 4 settembre venne eseguita una nuova registrazione sempre agli Abbey Road Studios.
- Una settimana dopo, l'11 settembre, i Beatles tornarono in studio e appresero che George Martin non era soddisfatto neanche della batteria di Ringo Starr per cui eseguirono una terza registrazione con il batterista Andy White e con Ringo al tamburello.

La prima versione del 45 giri è comunque quella con Ringo Starr alla batteria e la stessa è stata inclusa anni dopo nella versione americana di Rarities e in Past Masters, volume uno. La versione con Andy White è invece presente nel primo album inglese dei Beatles, Please Please Me, nell'EP The Beatles' Hits (e in tutti gli album seguenti in cui è presente la canzone) nonché nelle ristampe del singolo avvenute nel 1976 e nel 1982. Dal momento che il tamburello non era incluso nella registrazione del 4 settembre, è comunque facile distinguere tra le due versioni (quella con Ringo e quella con White). La versione con la batteria di Pete Best è presente solo nell'album Anthology 1 del 1995.
Una versione blues più lenta di Love Me Do, presente in alcuni bootleg, è stata suonata dai Beatles nel 1969, durante la session di Get Back per l'album Let It Be.

## Storia
Il 4 settembre 1962 i Beatles si recarono agli Abbey Road Studios di Londra dove cominciarono a provare Please Please Me, Love Me Do e How Do You Do It?, un brano quest'ultimo composto da Mitch Murray che secondo George Martin avrebbe dovuto essere il loro primo singolo. Martin aveva infatti deciso di scritturare i Beatles non tanto per le loro composizioni quanto per la loro personalità e le loro qualità individuali. Durante una sessione serale i Beatles registrarono quindi How Do You Do It? e Love Me Do.
Dopo aver ascoltato i pezzi, George Martin scelse Love Me Do come primo singolo dei Beatles. How Do You Do It? era materiale di prima scelta, come dimostrarono Gerry and the Pacemakers che lo fecero arrivare al numero uno delle classifiche inglesi nel 1963, e aveva un sound più adatto per quel periodo. Ciò che colpì Martin e che lo convinse a puntare su Love Me Do fu soprattutto il suono 'lamentoso' dell'armonica a bocca di Lennon, che gli ricordava i pezzi dei bluesmen Sonny Terry e Brownie McGhee. Tra l'altro, Lennon quell'armonica l'aveva rubata in un negozio di Arnhem nel 1960, mentre si recava con gli altri ad Amburgo. Il 5 ottobre 1962 uscì quindi il primo 45 giri ufficiale dei Beatles, con Love Me Do sul lato A e P.S. I Love You sul lato B.
Nella biografia del gruppo scritta da Bob Spitz nel 2006, The Beatles: The Biography, l'autore cita una vecchia storia secondo cui il manager Brian Epstein tentò di far diventare Love me Do una hit nel Regno Unito comprando egli stesso diecimila copie del disco.

## Cover
Cover di Love Me Do sono state eseguite (tra gli altri) da:
- The Chipmunks nel loro album The Chipmunks sing the Beatles Hits del 1964.
- Bobby Vee nell'album 30 Big Hits from the 60s del 1964.
- Dick Hyman nell'album Keyboard Kaleidoscope del 1964.
- Sandie Shaw nell'album Reviewing the Situation del 1969.
- Ringo Starr nell'album Vertical Man del 1998.
- Flaco Jiménez nell'album Sleepytown del 2000.
- The Persuasions nel loro album The Persuasions Sing the Beatles del 2002.